# 2005年ベリーズ騒擾

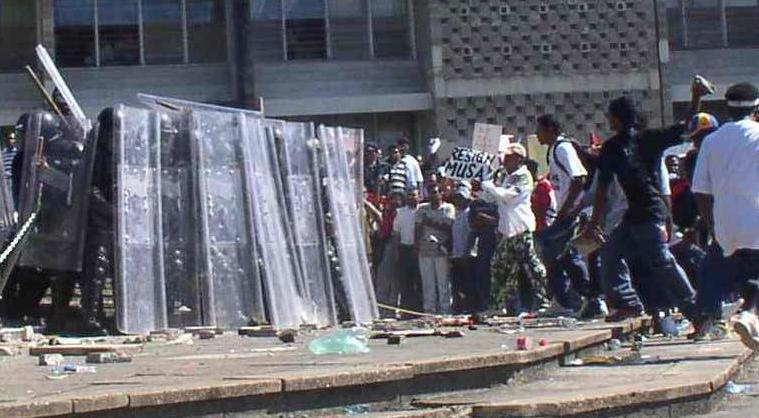
デモ隊と鎮圧部隊の衝突の様子 (2005年1月21日)

2005年ベリーズ騒擾（英語: 2005 Belize unrest）は、2005年の1月および4月にベリーズの首都ベルモパンにて発生した内乱の総称である。

## 2005年1月に発生した抗議
2005年1月中旬、ベリーズの首都ベルモパンで、増税を伴う新しい国家予算の発表に対し、当時の与党であった人民連合党への不満などを原因とする市民による騒擾が勃発した。

### 発表された予算の詳細
2005年1月14日に2005から2006年までの予算が発表されたが、企業や商品などに対する増税が含まれており、不動産販売税の11％の増税、金融機関への5％の増税、タバコへの8％の増税、ラム酒への100％の増税などであった。1998年に統一民主党政権下で行われた増税と同等であるとしているが、人民連合党に対し財政の失敗や汚職の懐疑などで一部の国民の不満が高まっていた状況であったため、この予算は地元の団体などから非難を浴びた。そして1月14日に国会議事堂の周辺で抗議デモが実施され、翌週も行われた。主な抗議者はベリーズ全国労働組合会議とベリーズの商工会議所であった。

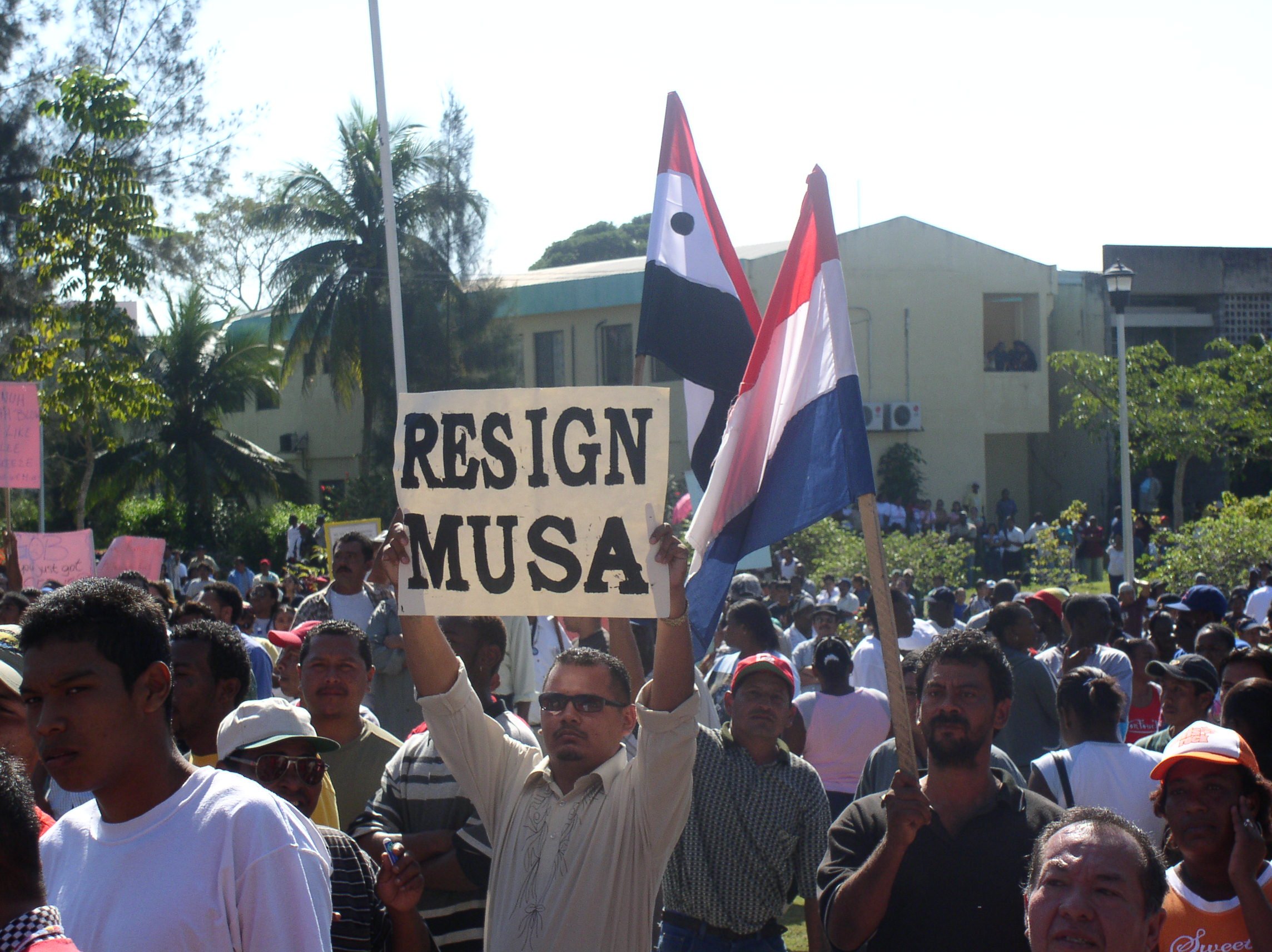
サイド・ムサ首相（当時）の辞任を要求する看板を掲げた群衆 (2005年1月21日)

## 1月20日・1月21日
労働組合などは2日間の全国的なストライキを呼びかけたため、ベリーズ国内の多くの水道事業などが停滞した。反対派が計画した多くのデモはベルモパンで1月21日行われた。デモ隊は鎮圧しようとする機動隊に対しての投石などが確認され、警察はゴム弾と催涙剤を用いて応戦した。これらの騒擾による銃声などは1km離れていても聞こえたとされる。また、騒擾の最中に少なくとも一回『ブーン』という音が確認されているが、音の正体はわかっていない。この騒擾により、統一民主党の重鎮らを含む数名のデモ参加者が逮捕された。デモの許可は午後3時までであったが、1時間の延長が許可された。また、最後では再三にわたる解散要求もほとんど無視され、警察本部長はデモ隊に対し暴動に関する法律を読み上げさらに40分後、機動隊にデモ隊の解散を命じた。デモ隊の中には寝そべって抵抗するものもいたが、機動隊によって引きずり出された。報告の中で、機動隊が鎮圧に際し過度な力を用いているとの指摘が上がったが、警察側は否定している。また、一部の警官が士官候補生を拘束したとの報告もある。

## 大衆文化への発展及び影響
歌手のダン・マンは、4月20日に一連の騒擾で発生した略奪をテーマにした『Albert Street』という曲を発表した。また、詩人のアーウィンXは『Life Haad Out Ya』を発表した。また、カナダのテレビ番組『サバイバルマン』のシーズン1『Lost At Sea』は、ベリーズ沖での撮影であったが、この騒擾の勃発のため、円滑な撮影が困難とし、予定通りに撮影する前に切り上げた。